# Buddha's Light International Association
La Buddha's Light International Association (en français : Association internationale de la lumière du bouddha) est une association bouddhiste moderne créée en 1992 par Hsing-Yun. Elle est proche du bouddhisme Chan et d'une autre organisation qui touche l'Asie du Sud: Fo Guang Shan. Elle se veut humaniste et cherche à transmettre le dharma. Ouverte aux laïcs, elle a été reconnue en 2003 par l'ONU comme une ONG. Son siège est en Californie. Elle est appelée BLIA.

## Source
- Site BLIA en français.